# Asiagomphus pacatus
Asiagomphus pacatus là loài chuồn chuồn trong họ Gomphidae. Loài này được Chao mô tả khoa học đầu tiên năm 1953.